# 1647.
◄ | 16. stoljeće | 17. stoljeće | 18. stoljeće | ►
◄ | 1610-ih | 1620-ih | 1630-ih | 1640-ih | 1650-ih | 1660-ih | 1670-ih | ►
◄◄ | ◄ | 1644. | 1645. | 1646. | 1647. | 1648. | 1649. | 1650. | ► | ►►
Arhitektura • Astronomija • Glazba • Kazalište • Kiparstvo • Knjige • Književnost • Kršćanstvo • Medicina • Politika • Pravo • Promet • Slikarstvo • Znanost

## Događaji
- Turska opsada Šibenika, najveći osmanski napad na Šibenik, po dramatičnosti bila je jedna od najvećih u šibenskoj povijesti.[1][2]

## Rođenja
- 22. kolovoza – Denis Papin, francuski istraživač i izumitelj († 1712.)
- 18. studenog – Pierre Bayle, francuski filozof († 1706.)

## Vanjske poveznice
|  | Zajednički poslužitelj ima još gradiva o temi 1647. |